# Katerina Tsygourova
Katerina Tsygourova (* 11. Mai 2000) ist eine Schweizer Tennisspielerin.

## Karriere
Tsygourova spielt vor allem auf Turnieren der ITF Women’s World Tennis Tour, wo sie bisher drei Doppeltitel gewinnen konnte.

## Turniersiege

### Doppel
| Nr. | Datum             | Turnier            | Kategorie | Belag | Partner          | Finalgegner                      | Ergebnis  |
| --- | ----------------- | ------------------ | --------- | ----- | ---------------- | -------------------------------- | --------- |
| 1.  | 17. Juni 2023     | Kranjska Gora      | ITF W15   | Sand  | Anca Todoni      | Paula Cembranos Liisa Varul      | 6:1, 6:0  |
| 2.  | 10. Dezember 2023 | Antalya            | ITF W15   | Sand  | Nicole Rivkin    | Mayuka Aikawa Marie Mettraux     | 7:65, 7:5 |
| 3.  | 31. August 2024   | Kuršumlijska Banja | ITF W15   | Sand  | Draginja Vuković | Tea Nikčević Zuzanna Pawlikowska | 7:5, 7:62 |